# 3 карбованці «1000-річчя давньоруського зодчества (Софійський собор)»
1000-річчя давньоруського зодчества (Софійський собор) (рос. 1000-летие древнерусского зодчества (Софийский собор)) — срібна ювілейна монета СРСР вартістю 3 карбованця, випущена 13 вересня 1988 року. 

## Тематика
Собор Святої Софії (Софійський собор) — храм, побудований в першій половині XI століття в центрі Києва, згідно з літописом, князем Ярославом Мудрим. На рубежі XVII-XVIII століть був зовні перебудований в стилі українського бароко. Всередині собору зберігся найповніший у світі ансамбль справжніх мозаїк (260 м.кв.) та фресок (3000 м. кв.) першої половини XI століття і значні фрагменти стінопису XVII-XVIII століть. Був діючим храмом до 1929 року, в 1934 році став музеєм — Софійським заповідником. Нині є серцевиною Національного заповідника «Софія Київська».

## Історія
13 вересня 1988 в обіг була випущена серія з 6 монет, яка присвячувалася історичним сюжетам, пов'язаних з історією Давньоруської держави і 1000-річчям введення християнства на Русі («1000-річчя давньоруського монетного карбування, літератури, зодчества, хрещення Русі»). Тиражі монет серії склали від 7 до 40 тисяч штук. У цю серію увійшли срібні монети номіналом в 3 карбованці «Софійський собор у Києві», срібна монета в 3 карбованці «Срібник Володимира», золота монета в 50 карбованців «Софійський собор у Новгороді», золота монета в 100 карбованців «Златник Володимира», платинова монета в 150 карбованців «Слово о полку Ігоревім», паладієва монета в 25 карбованців «Пам'ятник князю Володимиру Святославичу». Особливістю цієї серії монет став метал — паладій 999 проби, вперше використаний для карбування монет. Інтерес до паладію пояснюється його приналежністю до платинової групи, відносною стабільністю цін на міжнародному ринку і проявом уваги до нього з боку нумізматів та інвесторів. Практика використання паладію для карбування монет набула поширення в світі лише наприкінці 80-х років. Зазначена серія монет викликала справжній фурор на міжнародному нумізматичному ринку. У 1988 році в Базелі на Міжнародній нумізматичній виставці серія монет з дорогоцінних металів, присвячена 1000-річчю давньоруського карбування, літератури, архітектури та хрещення Русі, була визнана найкращою монетною програмою року і отримала перший приз за якість виготовлення.
Монети карбувалися на Московському монетному дворі (ММД).

## Опис та характеристики монети
| Номінал крб. | Метал  | Маса грам | Діаметр мм. | Гурт      | Тираж штук    |
| ------------ | ------ | --------- | ----------- | --------- | ------------- |
| 3            | срібло | 31.1      | 39          | рубчастий | 35.000 (пруф) |

### Аверс
Зверху герб СРСР з 15 витками стрічки, під ним літери «СССР», нижче ліворуч і праворуч риса, під рискою зліва хімічне позначення «Ag» і проба «900» металу з якого зроблена монета, під ними чиста вага дорогоцінного металу «31,1», під рискою праворуч монограма монетного двору «ММД», нижче позначення номіналу монети цифра «3» і нижче слово «РУБЛЕЙ», знизу у канта рік випуску монети «1988».

### Реверс
Зверху уздовж канта слова «1000-ЛЕТИЕ ДРЕВНЕРУССКОГО ЗОДЧЕСТВА», в середині зображення Софійського собору в Києві, знизу уздовж канта слова розділені крапкою «СОФИЙСКИЙ СОБОР», «КИЕВ» та рік побудови собору «1037 г.».

### Гурт
Рубчастий (300 рифлень).

## Автори
- Художник: А. А. Колодкін
- Скульптор: В. М. Нікіщенко